# Ruhakana Rugunda
Ruhakana Rugunda (Kabale, 7 de novembro de 1947) é um médico, diplomata e político ugandense.
Ele foi nomeado Primeiro-ministro de Uganda em setembro de 2014, substituindo Amama Mbabazi.
Anteriormente, ele ocupou uma série de postos ministeriais no governo do presidente Yoweri Museveni, entre os quais ministro das Relações Exteriores (1994 a 1996) e ministro da Administração Interna (2003 a 2009). Posteriormente ele foi representante permanente Organização das Nações Unidas (de 2009 a 2011) e ministro da Saúde (2013 a 2014).